# Clavistrombina
Clavistrombina is een geslacht van weekdieren uit de klasse van de Gastropoda (slakken).

## Soort
- Clavistrombina clavulus (G. B. Sowerby I, 1834)